# اسیدی تیوباسیلوس فروکسیدانس
اسیدی تیوباسیلوس فروکسیدانس گونه ای از باکتری است که می تواند در مقادیر pH پائین زنده بماند و یکی از نادرترین ارگانیسم هایی است که انرژی خود را از اکسیداسیون یون آهن (فروس یا Fe+2) تامین می کند.این باکتری می تواند از سنگ های معدنی محلول در آب، عنصر مس تولید کند و می تواند هر دو عنصر کربن و نیتروژن را از جو جداسازی نماید.
البته که A. ferrooxidans تنها باکتری اسیدوفیل مطالعه شده نیست. در حین فعالیت های معدن کاری، این باکتری نقش مهمی در تولید آب زهکشی مضر و اسیدی و البته غنی از فلزات، از طریق انحلال مواد معدنی سولفیددار ایفا می‌کند، اما می تواند فلزات گران بهای محلول را نیز استخراج کند.
این باکتری گرم منفی بهترین رشد خود را در دمای 30 درجه سانتی گراد، محدوده pH اطراف 2 و غلظت Fe+2 حدود 0.1 مولار دارد، ولی رشد و تکثیر آن در pH کمتر از 1 نیز اتفاق می افتد.

## ژنتیک
سویۀ نوع ATCC 23270 یک کروموزوم حلقوی با 2.9 میلیون جفت باز و نرخ GC حدود 59 درصد دارد. توالی یابی ژنوم آن، 2070 ژن را نشان می دهد که یک پروتئین با عملکرد مشخص را کد می کنند، درحالیکه 1147 پروتئین فرضی یافت شده اند. این باکتری همچنین حاوی ژنی است که آن را در برابر تولوئن مقاوم می‌کند. ژن های کموتاکسی و حرکت (تاژک) در این ارگانیسم مشاهده نشده اند.

## متابولیسم و نقش در تصفیه زیستی مس

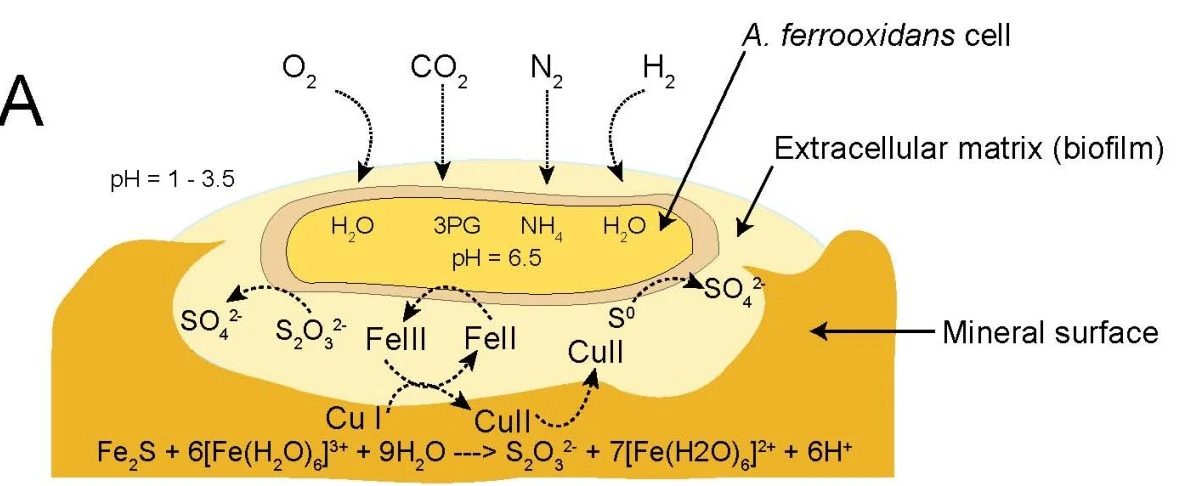

همانطور که از اسم این باکتری پیداست، تیوباسیلوس فروکسیدانس یک باکتری اکسیدکننده است که با عناصر آهن و گوگرد سروکار دارد. به طور کلی این باکتری طی مسیر اکسیداسیون، یون آهن Fe+2 را به یون آهن Fe+3 تبدیل می کند (طی این فرآیند دو الکترون از یون آهن II برداشت می شود و در نهایت به NAD+ می‌رسد و تولید NADH می کند). این فرآیند بوسیله پروتئین های غشائی باکتری اتفاق می افتد و یک واکنش اکسایش-احیاء می‌باشد.
تصفیه زیستی مس یک فرآیند دو مرحله ای است: اول، اکسیداسیون بیولوژیکی Fe+2 برای تولید Fe+3؛ دوم، اکسیداسیون شیمیایی Cu+1 برای تولید یون Cu+2 محلول تر با حضور Fe+3 که به Fe+2 تبدیل می شود. اسیدی تیوباسیلوس فروکسیدانس نقشی کلیدی را با اکسیداسیون دوباره آهن II به آهن III ایفا می کندکه موجب کامل شدن چرخه و کمک به تصفیه زیستی می‌شود. سولفوریک اسیدی که طی اکسیداسیون بیولوژیکی ترکیبات گوگردی تولید می شود نیز موجب حل شدن مس II می‌شود ودر نهایت فلز مس از طریق روش های فیزیکوشیمیایی مانند استخراج با حلال یا آبکاری الکتریکی جداسازی می شود.